# Spichlerz dworski w Siemianowicach Śląskich
Spichlerz dworski w Siemianowicach Śląskich – zabytkowy budynek w Siemianowicach Śląskich, położony przy ulicy F. Chopina 6, w granicach dzielnicy Centrum. Pierwotnie był to spichlerz powstały w 1782 roku, stanowiący część zabudowy pałacowo-parkowej, a od 1991 roku jest siedzibą Muzeum Miejskiego w Siemianowicach Śląskich. 

## Historia
Spichlerz wchodzi w skład kompleksu pałacowo-parkowego, którego początki sięgają XVII wieku, kiedy to obszar Siemianowic był własnością Mieroszewskich. W 1768 roku zespół pałacowy przeszedł na własność Donnersmarcków.  
W pobliżu pałacu znajdował się folwark, w skład którego wchodziły: spichlerz, stajnie, obory, stodoły, szopy na narzędzia, warsztat kołodzieja i pomieszczenia do przechowywania paszy. Jako datę powstania spichlerza przyjmuje się 1782 rok – ta data widnieje na belce stropowej drugiej kondygnacji budynku. 
W 1896 roku hrabina Wanda von Donnersmarck sprzedała pałac wraz z folwarkiem koncernowi Hohenlohe-Werke i od tego czasu nie miał on stałego użytkownika. Po II wojnie światowej spichlerz był częścią zabudowy siemianowickiego PGR-u, służąc jako obiekt gospodarczy. W 1974 roku powołano Miejską Izbę Tradycji Ruchu Robotniczego i Perspektyw Miasta, a jej siedzibą stał się budynek spichlerza. Otwarcie Izby w zaadaptowanym na ten cel budynku odbyło się 21 lipca 1974 roku.  
Po likwidacji siemianowickiego PGR-u, poza spichlerzem i oskrzydlającymi go oficynami, zabudowania stajenne i gospodarcze rozebrano do fundamentów, a w trakcie robót adaptacyjnych w samym spichlerzu zlikwidowany został przejazd bramny. Pod koniec lat 80. XX wieku w otoczeniu spichlerza wzniesiono osiedle mieszkaniowe. 
27 stycznia 1989 roku powołano Muzeum Społeczne, a 25 lipca 1991 roku przekształcono je w Muzeum Miejskie. W 2009 roku na potrzeby Muzeum Miejskiego w budynku spichlerza wykonano remont dodatkowych pomieszczeń, a także wyremontowano i poszerzono część administracyjną.  
16 marca 2016 roku spichlerz został wpisany do rejestru zabytków nieruchomych województwa śląskiego. 

## Charakterystyka

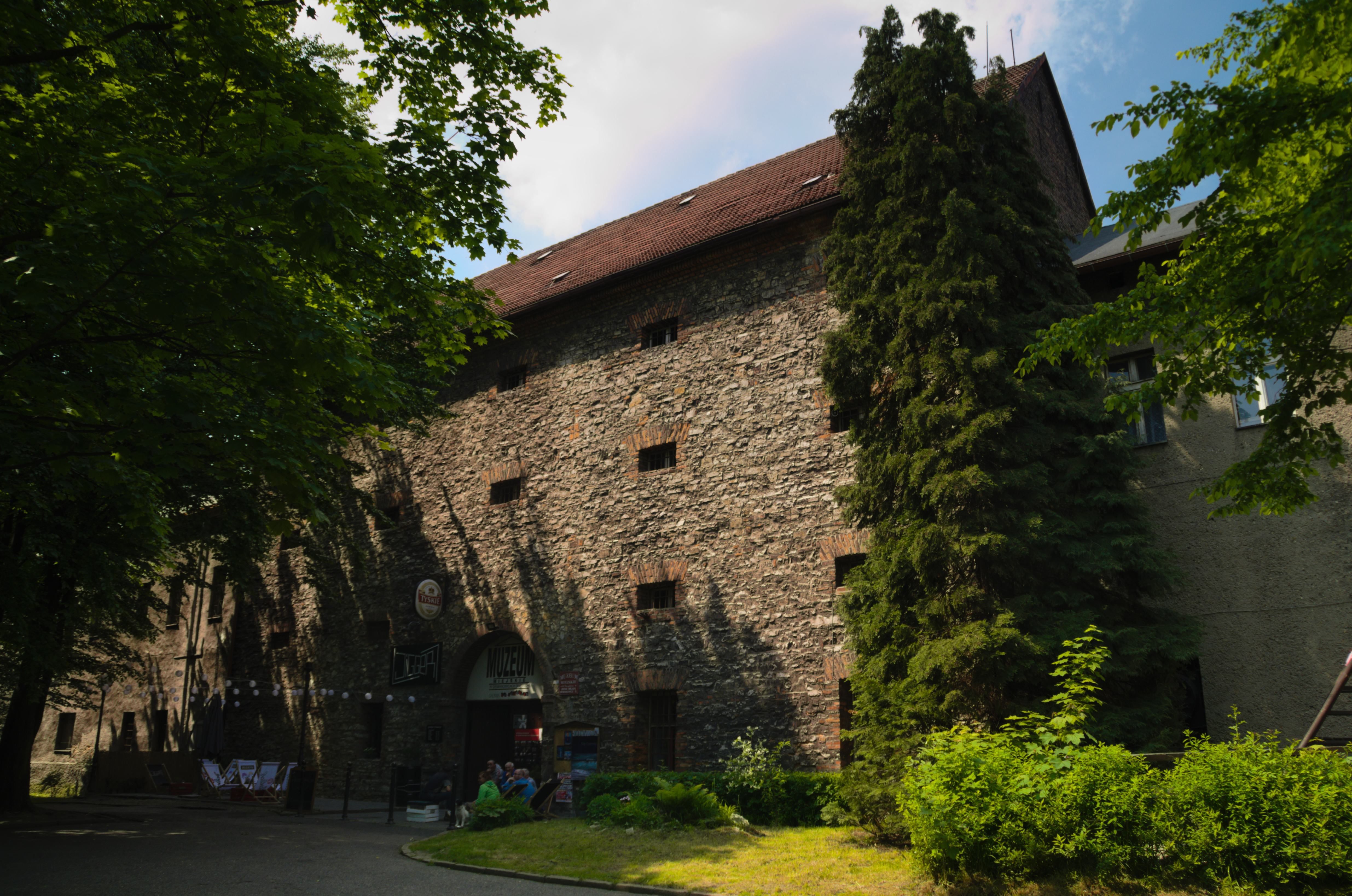
Budynek spichlerza od strony południowo-wschodniej (2019)

Spichlerz położony jest przy ulicy F. Chopina 6 w Siemianowicach Śląskich, na terenie dzielnicy Centrum. Stanowi on część siemianowickiego zespołu pałacowo-parkowego, w skład którego wchodzi także m.in.: pałac z oficynami, park czy budynek portierni. Położony jest on około 400 m na północny wschód od zabudowy pałacowej, a po drugiej stronie znajduje się osiedle mieszkaniowe. Od południa do spichlerza prowadzi aleja grabowa.
Jest to obiekt o zwartej bryle, powstały na rzucie prostokąta, czterokondygnacyjny, jednotraktowy i jednoprzestrzenny. Kryty jest dachem dwuspadowym z drewnianą więźbą konstrukcji płatwiowo-krokwiowej, pokrytym dachówką.
Elewacje północne i południowe spichlerza są pięcioosiowe i kamienne, rozczłonkowane niewielkimi oknami w powtarzającym się rytmie. Okna na pierwszej kondygnacji od strony południowej są prostokątne, drewniane i skrzynkowe ze szczeblinkami. Na wyższych kondygnacjach i od strony północnej maja one formę leżącego prostokąta, z ceglanymi obramieniami. Od strony północnej, na poziomie czwartej kondygnacji umieszczony jest żurawik, a pod nim drzwi prowadzące na metalową, ewakuacyjną klatkę schodową z połowy lat 90. XX wieku.
Wejście do spichlerza jest w formie zwieńczonego półkoliście otworu zamkniętego drewnianą bramą, która poprzez sień na przestrzał prowadziła pierwotnie na dziedziniec zabudowań folwarcznych. Nadświetle zostało zaślepione. Podłogi oraz stropy spichlerza są drewniane, a schody kamienne z drewnianymi stopnicami. Cała klatka schodowa jest zabiegowa.
Właścicielem obiektu jest miasto Siemianowice Śląskie i stanowi on siedzibę Muzeum Miejskiego w Siemianowicach Śląskich.
Spichlerz wpisany jest do rejestru zabytków nieruchomych województwa śląskiego pod nr. A/473/16, a także do gminnej ewidencji zabytków miasta Siemianowice Śląskie.